# Казаринова, Тамара Александровна
Тама́ра Алекса́ндровна Каза́ринова (9 июля 1906, Москва — 4 августа 1956, Москва) — советская лётчица, участница Великой Отечественной войны, командир 586-го женского истребительного авиационного полка ПВО, подполковник.

## Биография
Родилась 26 июня 1906 года в Москве.
Окончила Военно-теоретическую школу ВВС в г. Ленинграде (1929), Качинскую военную школу летчиков (1931), Высшую летно-тактическую школу в городе Липецке (1937, ныне Липецкий авиацентр).
В Красной Армии — с января 1929 года. Прошла путь от курсанта авиашколы до помощника командира 40-го скоростного БАП (март 1940).
На фронтах Великой Отечественной войны — с ноября 1941 года, командир 586-го ИАП. С ноября 1942 года — находилась в распоряжении Главного управления истребительной авиации ПВО.
На 1943 год — подполковник, помощник начальника 4-го отдела ГУ ИА ПВО ТС, организовывала наведение истребителей. 12 июня 1943 года «за образцовое выполнение боевых заданий Командования на фронте борьбы с немецкими захватчиками» подполковник Казаринова была награждена орденом Красной Звезды. В 1945 году служила в должности помощника начальника оперативно-разведывательного отдела 1-й Воздушной истребительной армии ПВО.
Вплоть до увольнения в запас в июне 1954 года находилась на различных должностях в штабах соединений авиации ПВО страны.
Умерла 4 августа 1956 года в Москве. Похоронена на Преображенском кладбище в Москве.
Сестра — Милица Александровна Казаринова, тоже лётчица, начальник штаба 587 БАП. Похоронена рядом с Тамарой Александровной.

## Награды
- орден Ленина (1936; 30.04.1954)
- орден Красного Знамени (20.06.1949)
- 2 ордена Красной Звезды (12.06.1943; 03.11.1944)
- медали.

## Память
- Книга — В небе фронтовом: Сборник воспоминаний и очерков. — М.: «Молодая гвардия», 1962. — 296 с. — Тираж 115000 экз. / В подготовке сборника приняла участие группа ВВС секции бывших фронтовиков Советского комитета ветеранов войны. Составители: Казаринова М. А., Полянцева А. А. / Предисловие А. Маресьева.